# Billie Myers
Billie Myers (* 14. Juni 1971 in Coventry, England) ist eine englische Singer-Songwriterin. In Deutschland hatte sie 1998 und 2000 kleinere Charterfolge, in England und den USA waren die Alben und Singles erfolgreicher.

## Diskografie

### Studioalben
| Jahr | Titel          | Höchstplatzierung, Gesamtwochen, AuszeichnungChartplatzierungen (Jahr, Titel, Platzierungen, Wochen, Auszeichnungen, Anmerkungen) | Höchstplatzierung, Gesamtwochen, AuszeichnungChartplatzierungen (Jahr, Titel, Platzierungen, Wochen, Auszeichnungen, Anmerkungen) | Höchstplatzierung, Gesamtwochen, AuszeichnungChartplatzierungen (Jahr, Titel, Platzierungen, Wochen, Auszeichnungen, Anmerkungen) | Höchstplatzierung, Gesamtwochen, AuszeichnungChartplatzierungen (Jahr, Titel, Platzierungen, Wochen, Auszeichnungen, Anmerkungen) | Höchstplatzierung, Gesamtwochen, AuszeichnungChartplatzierungen (Jahr, Titel, Platzierungen, Wochen, Auszeichnungen, Anmerkungen) | Anmerkungen                             |
| Jahr | Titel          | DE | AT | CH | UK | US | Anmerkungen                             |
| ---- | -------------- | --- | --- | --- | --- | --- | --------------------------------------- |
| 1997 | Growing, Pains | — | — | — | UK19 (12 Wo.)UK | US91 (21 Wo.)US | Erstveröffentlichung: 18. November 1997 |

Weitere Alben
- 2000: Vertigo
- 2013: Tea & Sympathy

### Singles
| Jahr | Titel Album                  | Höchstplatzierung, Gesamtwochen, AuszeichnungChartplatzierungen (Jahr, Titel, Album, Platzierungen, Wochen, Auszeichnungen, Anmerkungen) | Höchstplatzierung, Gesamtwochen, AuszeichnungChartplatzierungen (Jahr, Titel, Album, Platzierungen, Wochen, Auszeichnungen, Anmerkungen) | Höchstplatzierung, Gesamtwochen, AuszeichnungChartplatzierungen (Jahr, Titel, Album, Platzierungen, Wochen, Auszeichnungen, Anmerkungen) | Höchstplatzierung, Gesamtwochen, AuszeichnungChartplatzierungen (Jahr, Titel, Album, Platzierungen, Wochen, Auszeichnungen, Anmerkungen) | Höchstplatzierung, Gesamtwochen, AuszeichnungChartplatzierungen (Jahr, Titel, Album, Platzierungen, Wochen, Auszeichnungen, Anmerkungen) | Anmerkungen                              |
| Jahr | Titel Album                  | DE | AT | CH | UK | US | Anmerkungen                              |
| ---- | ---------------------------- | --- | --- | --- | --- | --- | ---------------------------------------- |
| 1997 | Kiss the Rain Growing, Pains | DE97 (1 Wo.)DE | — | — | UK4 Silber · (9 Wo.)UK | US15 (31 Wo.)US | Erstveröffentlichung: 23. September 1997 |
| 1998 | Tell Me Growing, Pains       | — | — | — | UK28 (3 Wo.)UK | — | Erstveröffentlichung: Juli 1998          |
| 2000 | Am I Here Yet? Vertigo       | DE88 (3 Wo.)DE | — | — | — | — | Erstveröffentlichung: August 2000        |

Weitere Singles
- 1999: You Send Me Flying
- 1999: It All Comes Down to You
- 2000: Should I Call You Jesus?
- 2005: Just Sex
- 2009: I Hope Your Happy Now
- 2010: Wonderful